# 吉中美樹
吉中 美樹（よしなか みき、1965年9月12日 - ）は、神奈川県横浜市出身の女性シンガーソングライター、ピアニストである。
1988年から斉藤由貴、崎谷健次郎らのコンサートでバック・ボーカリストを務め、スタジオ・ミュージシャンとして柿原朱美らのアルバム制作の音楽活動をし、1994年にアルバム『My Cup of Tea』でシンガーソングライターとしてデビュー。

## 来歴・人物
1965年、神奈川県横浜市に生まれ育ち、埼玉県狭山市でも過ごした。趣味は陶芸。嗜好はミルクティー、鳥、キャロル・キング『つづれおり』。
1987年、本格的に作詞・作曲を始め、ベーシスト・プロデューサーの亀田誠治とのユニット『Miki-Pooh』を結成。ボーカルを担当する。
1988年、斉藤由貴、とんねるずのコンサートに参加。
1989年、斉藤由貴のコンサート『One・Two』にコーラスで参加。
1990年～1992年、崎谷健次郎のコンサートでコーラスを務める。自身のライヴを重ねつつ、楽曲を書き集める。
1994年、1月21日にミディからデビューアルバム『My Cup of Tea』を発表。
1995年、斉藤由貴のコンサートにピアニストとして参加。以降、作詞・作曲家として活動し、西田ひかる、清水ミチコなどに楽曲提供している。

## 作品

### シングル
1. DAY BY DAY（1994.11.21発売、MIDI）
  - 大阪ガスイメージソング　カヴァーシングル

### アルバム
1. My Cup of Tea（1994.1.21発売、MIDI）
2. 水族館のゆめ（1997.11.15発売、MELL Records）
3. 花の咲く場所へ（2010.3.20発売、K&S Records）

## 音楽活動

### コーラス
- 斉藤由貴、とんねるず（1988年）。
- 崎谷健次郎（1990年～1992年）。
- あみん、西田ひかる。

### ピアニスト
- 斉藤由貴（1995年）。
- 柿原朱美、菊池亜衣

### 楽曲提供
- 西田ひかる、「愛はそばに」（アルバム『Esprit』収録。作曲・編曲。作詞：京恵里子）
- 薬師寺容子、「きっとあえる」（シングル、ミュージカル『若草物語』イメージソング。作詞・作曲。編曲：原一博）
- 清水ミチコ、「あったかいね」（アルバム『飴と鞭』収録。作詞・作曲。）
- 鈴木真仁、「放課後の景色」（テレビゲーム『PlayStation』namco「子育てクイズマイエンジェル」挿入歌。作曲。作詞：相田毅）
- ゲーム音楽、「子育てクイズマイエンジェル」（作曲）
- しあわせクロワッサン（井上喜久子&山本麻里安）、「君とじゃなくちゃ」（アルバム『しあわせさん』収録。作詞・作曲。編曲：百石元）
- 前田亜季、「ふゆふわり」（アルバム『Winter Tales』収録。作曲。作詞：森浩美、編曲：吉俣良）
- 菅原祥子、「Sweet Runner」（アルバム『SEARCHING』収録。作曲。作詞：すがわらさちこ&くまのきよみ、編曲：岩本正樹）
- 真田アサミ、「おてんとさまに聞いてみるにょ」（アニメ『デ・ジ・キャラット』挿入歌。アルバム『でじこの音楽会』収録。作曲。作詞：久和カノン、編曲：岩本正樹）
- やまとなでしこ、「Spring Spring Spring」（マキシシングル『やまとなでしこ』収録。作曲。作詞：根津洋子、編曲：岩本正樹）
- 倉田雅世、「しのぶの当番日誌」（アニメ『ラブひな』挿入曲。マキシシングル『ラブひな３部作　ラブひな１』収録。作曲。作詞：久和カノン、編曲：岩本正樹）
- 沢城みゆき、「シャボン・デ・セ・シ・ボン」（アニメ『デ・ジ・キャラット』挿入歌。アルバム『でじこのサウンドフェスティバル』収録。作曲。作詞：根津洋子、編曲：岩本正樹）
- 鳥井美沙、「ミントの坂道」（アニメ『ときめきメモリアル2』挿入歌。アルバム『VOCAL TRACKS 4』収録。作曲。作詞：白峰美津子、編曲：米光亮）